# 上本大海
上本 大海（うえもと たいかい、1982年6月1日 - ）は、鹿児島県指宿市出身の元プロサッカー選手。現役時代のポジションはディフェンダー（センターバック）。現在はJリーグ・大分トリニータの強化部スカウトを務める。

## 来歴
高校時代は鹿児島実業高校サッカー部で活躍。同期の選手に田原豊や萩原達郎、諏訪園一吉らがおり、2年次の1999年度には全国高等学校サッカー選手権大会で準優勝を果たした。
高校卒業後の2001年にジュビロ磐田に入団。磐田では出場機会に恵まれず、2005年に大分トリニータに期限付き移籍で加入。移籍当初はプレーの不安定な部分が目立ったが、程なく大分にとって欠かせない選手の一人となった。
2006年より大分に完全移籍した。同年10月7日、J1リーグ第26節の川崎フロンターレ戦で、誤って指輪をつけたままピッチに出てきてしまったため、JFAの規則により主審からイエローカードを提示された。
2008年4月29日に行われたFC東京戦で主審の西村雄一から「『死ね!』と暴言を吐かれた」と主張。しかしその後JFAが行った聴き取り調査等で「そのような発言は認められなかった」と見解を発表し、上本本人もこれを受け入れた（詳細は西村雄一#「死ね」発言騒動を参照。）。
2010年、高橋大輔、清武弘嗣と共にセレッソ大阪に完全移籍。中盤戦以降茂庭照幸と共にセンターバックとして定着。J1復帰1年目でのAFCチャンピオンズリーグ進出に貢献した。
2012年よりベガルタ仙台へ完全移籍。2度の大怪我により離脱することになったものの、自身初の優秀選手賞に選出された。2013年にはケガで試合出場は0に終わった。2014年5月28日、ナビスコカップ第6節のガンバ大阪戦で、後半ロスタイムのみの出場ながらも約1年半ぶりに公式戦復帰を果たすと、8月16日のJ1第20節清水エスパルス戦では、約1年9ヶ月ぶりにJ1リーグ戦出場および公式戦スタメン復帰した。
2016年、V・ファーレン長崎に完全移籍。しかしリーグ戦出場は僅か5試合に留まった。
2017年より地元・鹿児島を本拠地とする鹿児島ユナイテッドFCに完全移籍。同シーズン限りで現役を引退し、2018年より古巣・大分の強化部スカウトに就任。

## 所属クラブ
- 魚見サッカースポーツ少年団
- 1995年 - 1997年 指宿市立北指宿中学校
- 1998年 - 2000年 鹿児島実業高等学校
- 2001年 - 2005年 ジュビロ磐田
  - 2005年 大分トリニータ (期限付き移籍)
- 2006年 - 2009年 大分トリニータ
- 2010年 - 2011年 セレッソ大阪
- 2012年 - 2015年 ベガルタ仙台
- 2016年 V・ファーレン長崎
- 2017年 鹿児島ユナイテッドFC

## 個人成績
| 国内大会個人成績 | 国内大会個人成績 | 国内大会個人成績 | 国内大会個人成績 | 国内大会個人成績 | 国内大会個人成績 | 国内大会個人成績 | 国内大会個人成績 | 国内大会個人成績 | 国内大会個人成績 | 国内大会個人成績 | 国内大会個人成績 |
| 年度             | クラブ           | 背番号           | リーグ           | リーグ戦         | リーグ戦         | リーグ杯         | リーグ杯         | オープン杯       | オープン杯       | 期間通算         | 期間通算         |
| 年度             | クラブ           | 背番号           | リーグ           | 出場             | 得点             | 出場             | 得点             | 出場             | 得点             | 出場             | 得点             |
| 日本             | 日本             | 日本             | 日本             | リーグ戦         | リーグ戦         | リーグ杯         | リーグ杯         | 天皇杯           | 天皇杯           | 期間通算         | 期間通算         |
| ---------------- | ---------------- | ---------------- | ---------------- | ---------------- | ---------------- | ---------------- | ---------------- | ---------------- | ---------------- | ---------------- | ---------------- |
| 2001             | 磐田             | 25               | J1               | 0                | 0                | 0                | 0                | 0                | 0                | 0                | 0                |
| 2002             | 磐田             | 25               | J1               | 1                | 0                | 1                | 0                | 0                | 0                | 2                | 0                |
| 2003             | 磐田             | 3                | J1               | 5                | 0                | 2                | 0                | 1                | 0                | 8                | 0                |
| 2004             | 磐田             | 3                | J1               | 0                | 0                | 0                | 0                | 0                | 0                | 0                | 0                |
| 2005             | 大分             | 22               | J1               | 14               | 0                | 0                | 0                | 2                | 0                | 16               | 0                |
| 2006             | 大分             | 22               | J1               | 25               | 0                | 2                | 0                | 2                | 0                | 29               | 0                |
| 2007             | 大分             | 22               | J1               | 29               | 0                | 4                | 0                | 1                | 0                | 34               | 0                |
| 2008             | 大分             | 22               | J1               | 31               | 2                | 11               | 1                | 0                | 0                | 42               | 3                |
| 2009             | 大分             | 22               | J1               | 28               | 0                | 6                | 0                | 2                | 0                | 36               | 0                |
| 2010             | C大阪            | 22               | J1               | 33               | 0                | 4                | 0                | 2                | 0                | 39               | 0                |
| 2011             | C大阪            | 22               | J1               | 25               | 1                | 0                | 0                | 4                | 0                | 29               | 1                |
| 2012             | 仙台             | 29               | J1               | 22               | 1                | 2                | 0                | 1                | 0                | 25               | 1                |
| 2013             | 仙台             | 29               | J1               | 0                | 0                | 0                | 0                | 0                | 0                | 0                | 0                |
| 2014             | 仙台             | 29               | J1               | 15               | 0                | 1                | 0                | 0                | 0                | 16               | 0                |
| 2015             | 仙台             | 29               | J1               | 2                | 0                | 1                | 0                | 1                | 0                | 4                | 0                |
| 2016             | 長崎             | 29               | J2               | 5                | 0                | -                | -                | 1                | 0                | 6                | 0                |
| 2017             | 鹿児島           | 40               | J3               | 22               | 1                | -                | -                | 2                | 0                | 24               | 1                |
| 通算             | 日本             | 日本             | J1               | 230              | 4                | 34               | 1                | 16               | 0                | 270              | 5                |
| 通算             | 日本             | 日本             | J2               | 5                | 0                | -                | -                | 1                | 0                | 6                | 0                |
| 通算             | 日本             | 日本             | J3               | 22               | 1                | -                | -                | 2                | 0                | 24               | 1                |
| 総通算           | 総通算           | 総通算           | 総通算           | 257              | 5                | 34               | 1                | 19               | 0                | 300              | 6                |

| 国際大会個人成績 | 国際大会個人成績 | 国際大会個人成績 | 国際大会個人成績 | 国際大会個人成績 |
| 年度             | クラブ           | 背番号           | 出場             | 得点             |
| AFC              | AFC              | AFC              | ACL              | ACL              |
| ---------------- | ---------------- | ---------------- | ---------------- | ---------------- |
| 2004             | 磐田             | 3                | 1                | 0                |
| 2011             | C大阪            | 22               | 7                | 0                |
| 通算             | AFC              | AFC              | 8                | 0                |

その他の国際公式戦
- 2003年
  - A3チャンピオンズカップ 1試合0得点
- 2009年
  - パンパシフィックチャンピオンシップ 2試合0得点
  - スルガ銀行チャンピオンシップ 1試合0得点

- Jリーグ初出場： 2002年8月3日 - J1第12節 ガンバ大阪戦 (ジュビロ磐田スタジアム)
- Jリーグ初得点： 2008年9月20日 - J1第25節 FC東京戦 (味の素スタジアム)

## 引退後経歴
- 2018年 - 2024年 大分トリニータ 強化部スカウト
- 2025年 - 北海道コンサドーレ札幌 強化部スカウト

## タイトル

### クラブ
ジュビロ磐田
- Jリーグ ディビジョン1：1回（2002年）
  - Jリーグ ディビジョン1 1stステージ：2回（2001年、2002年）
  - Jリーグ ディビジョン1 2ndステージ：1回（2002年）
- 天皇杯 JFA 全日本サッカー選手権大会：1回（2003年）
- スーパーカップ：2回（2003年、2004年）

大分トリニータ
- Jリーグカップ：1回（2008年）

### 個人
- Jリーグアウォーズ
  - 優秀選手賞：1回（2012年）